# Ojiya

Ojiya (小千谷市 Ojiya-shi?) este un municipiu din Japonia, prefectura Niigata.